# 凹四角形

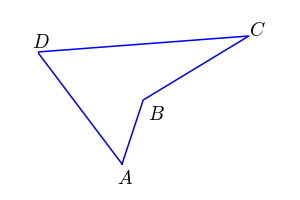
凹四角形

凹四角形（おうしかくけい、おうしかっけい、英: concave quadrilateral)とは、内角の大きさが180°（πラジアン）を超えるような頂点を一つ持つ四角形。
矢じり形（やじりがた、英: dart）、楔形（くさびがた）などと呼ばれることがある。

## 特徴
凸四角形において成り立っていた性質は、凹四角形においては成り立たなくなることがある。

### 凸四角形と共通する性質
- 内角の和は360°である。
- 頂点において四角形の外部にできる角は、ほかの3頂点の内角の総和に等しい。例えば四角形ABCDにおいて 360°-∠B=∠A+∠C+∠D である。
  - また、点Bを中心とするある円の周が点A, C, Dを通過する場合、頂点Bにおいて四角形の外部にできる角は∠Dの2倍である。（∵円周角の定理）

### 凸四角形とは異なる性質
- 凹図形である。すなわち、四角形の内部にとった2点を結ぶ線分が、四角形からはみ出してしまうことがある。
- 凸包は三角形となる。
- 2本ある対角線のうち一方は、四角形の内部を通らない。
- へこんだ頂点における外角が定義できない。
- 内接円（全ての辺に接するような円）、外接円（全ての頂点を通過するような円）は決して存在しない。

## 参考
対角線が四角形の内部で交点を持たない、外角が定義できないなどの不都合があるため、日本の初等中等教育では、四角形の分類に含めないことがある。